# یواس‌اس آلیس (اس‌پی-۳۶۷)
یواس‌اس آلیس (اس‌پی-۳۶۷) (به انگلیسی: USS Alice (SP-367)) یک کشتی بود که طول آن ۶۰ فوت (۱۸ متر) بود. این کشتی در سال ۱۹۱۳ ساخته شد.